# Misaki (Ehime)
Misaki (三崎町, Misaki-chō) era uma cidade localizada no Distrito de Nishiuwa, na Prefeitura de Ehime, Japão.
Em 2003, a cidade tinha uma população estimada em 3.863 e uma densidade de 114,90 hab./km². A área total era de 33,62 quilômetros quadrados.
Em 1 de abril de 2005, Misaki, juntamente com a cidade de Seto (também do distrito de Nishiuwa), foi incorporada à cidade expandida de Ikata.